# Paul Deussen
Paul Deussen (født 7. januar 1845 i Oberdreis i Rhinprovinsen, død 6. juli 1919 i Kiel) var en tysk filosof og indolog. 
Deussen blev 1881 privatdocent i Berlin, 1887 ekstraordinær professor sammesteds og 1889 ordentlig professor i filosofi i Kiel. Han var en begejstret tilhænger af Schopenhauers filosofi, som han søger at føre videre i religiøs retning. I forbindelse hermed står hans forkærlighed for den indiske filosofi. Hans hovedværker er: Das System des Vedanta (1883), Die Sutras des Vedanta übersetzt (1887), 60 Upanishads des Veda aus dem Sanskrit übersetzt (1897); Vier philosophische Texte des Mahabharatam (1906), Die Geheimlehre des Veda. Ausgewählte Texte der Upanishads, aus dem Sanskrit übersetzt (1907); meget stort anlagt er hans Allgemeine Geschichte der Philosophie mit besonderer Berücksichtigung der Religionen (hidtil udkom 1. bind, 1.-3. afdeling, 2. bind, 1.-2. afdeling 1906-15, hvoraf 1. bind., 1-2 er 2. oplag, 1. oplag 1894-99); han udgav Schopenhauer’s sämmtliche Werke (1911 ff.). Deussen foretog vinteren 1892-93 en rejse gennem Indien, som han har skildret i Erinnerungen an Indien (1904), i hvilken der findes optrykt hans brochure On the philosophy of the Vedanta in its relations to occidental Metaphysics (1893), der udmunder i en appel til de indiske folk om at holde fast ved deres gamle Vedantalære.